# Bothropolys curvatus
Bothropolys curvatus är en mångfotingart som beskrevs av Masatoshi Takakuwa 1939. Bothropolys curvatus ingår i släktet Bothropolys och familjen stenkrypare. Inga underarter finns listade i Catalogue of Life.